# Polanisia erosa
Polanisia erosa là một loài thực vật có hoa trong họ Màng màng. Loài này được (Nutt.) H.H. Iltis miêu tả khoa học đầu tiên năm 1958.